# Nuoto ai XIX Giochi asiatici - 50 metri stile libero femminili
La gara dei 50 metri stile libero femminili di nuoto ai XIX Giochi asiatici si è svolta il 28 settembre 2023, durante i XIX Giochi asiatici, presso l'Hangzhou Olympic Sports Expo Center.

## Podio
| Pos.    | Atleta          | Nazione   |
| ------- | --------------- | --------- |
| Oro     | Zhang Yufei     | Cina      |
| Argento | Siobhán Haughey | Hong Kong |
| Bronzo  | Cheng Yujie     | Cina      |

## Record
Prima della manifestazione il record del mondo (RM), il record asiatico (AS) e il record dei giochi (RC) erano i seguenti.
|  | 23"61 | Sarah Sjöström | 29 luglio 2023 Fukuoka  |
|  | 23"97 | Liu Xiang      | 26 settembre 2021 Xi'an |
|  | 24"53 | Rikako Ikee    | 24 agosto 2018 Giacarta |

Durante la competizione è stato migliorato il seguente record:
|  | 24"50 | Zhang Yufei |
|  | 24"26 | Zhang Yufei |

## Programma
| Data              | Ora (UTC+8) | Turno    |
| ----------------- | ----------- | -------- |
| 28 settembre 2024 | 10:00       | Batterie |
| 28 settembre 2024 | 19:30       | Finale   |

## Risultati

### Batterie
| Pos. | Batteria | Atleta                  | Nazionalità         | Tempo | Note |
| ---- | -------- | ----------------------- | ------------------- | ----- | ---- |
| 1    | 4        | Zhang Yufei             | Cina                | 24"50 | Q    |
| 2    | 2        | Siobhán Haughey         | Hong Kong           | 24"94 | Q    |
| 3    | 2        | Quah Ting Wen           | Singapore           | 25"26 | Q    |
| 3    | 4        | Amanda Lim              | Singapore           | 25"26 | Q    |
| 5    | 3        | Cheng Yujie             | Cina                | 25"36 | Q    |
| 6    | 2        | Jeong So-eun            | Corea del Sud       | 25"46 | Q    |
| 7    | 3        | Tam Hoi Lam             | Hong Kong           | 25"61 | Q    |
| 8    | 2        | Huang Mei-chien         | Taipei cinese       | 25"63 | Q    |
| 9    | 2        | Chihiro Igarashi        | Giappone            | 25"65 |      |
| 10   | 4        | Rikako Ikee             | Giappone            | 25"68 |      |
| 11   | 4        | Jenjira Srisa Ard       | Thailandia          | 25"74 |      |
| 12   | 3        | Kayla Noelle Sanchez    | Filippine           | 25"79 |      |
| 13   | 3        | Jasmine Alkhaldi        | Filippine           | 26"20 |      |
| 14   | 4        | Sofia Spodarenko        | Kazakistan          | 26"51 |      |
| 15   | 3        | Pham Thi van            | Vietnam             | 26"64 |      |
| 16   | 4        | Nguyen Thuy Hien        | Vietnam             | 26"71 |      |
| 17   | 2        | Pak Misong              | Corea del Nord      | 26"87 |      |
| 18   | 2        | Shivangi Sarma          | India               | 26"92 |      |
| 19   | 3        | Enkhkhuslen Batbayar    | Mongolia            | 26"98 |      |
| 20   | 3        | Kornkarnjana Sapianchai | Thailandia          | 27"10 |      |
| 21   | 4        | Kuok Hei Cheng          | Macao               | 27"50 |      |
| 22   | 4        | Ri Hyegyong             | Corea del Nord      | 28"73 |      |
| 23   | 1        | Southada Daviau         | Laos                | 28"95 |      |
| 24   | 3        | Ne Uuriintsolmon        | Mongolia            | 28"99 |      |
| 25   | 1        | Ekaterina Bordachyova   | Tagikistan          | 29"13 |      |
| 26   | 1        | Anushiya Tandukar       | Nepal               | 29"53 |      |
| 27   | 1        | Mst Sonia Khatun        | Bangladesh          | 30"11 |      |
| 28   | 1        | Meral Ayn Latheef       | Maldive             | 30"49 |      |
| 29   | 2        | Mahra Alshehhi          | Emirati Arabi Uniti | 30"66 |      |
| 30   | 1        | Ameena Ameer Qadri      | Pakistan            | 30"69 |      |
| 31   | 1        | Hamna Ahmed             | Maldive             | 31"11 |      |
| 32   | 1        | Belo If Ximenes         | Timor Est           | 32"57 |      |

### Finale
| Pos. | Atleta          | Nazionalità   | Tempo | Note |
| ---- | --------------- | ------------- | ----- | ---- |
|      | Zhang Yufei     | Cina          | 24"26 |      |
|      | Siobhán Haughey | Hong Kong     | 24"34 |      |
|      | Cheng Yujie     | Cina          | 24"60 |      |
| 4    | Amanda Lim      | Singapore     | 25"07 |      |
| 5    | Quah Ting Wen   | Singapore     | 25"09 |      |
| 6    | Tam Hoi Lam     | Hong Kong     | 25"55 |      |
| 7    | Jeong So-eun    | Corea del Sud | 25"69 |      |
| 8    | Huang Mei-chien | Taipei cinese | 25"70 |      |